# Фриденфельс
Фриденфельс (нем. Friedenfels) — община в Германии, в земле Бавария. 
Подчиняется административному округу Верхний Пфальц. Входит в состав района Тиршенройт.  Население составляет 1297 человек (на 31 декабря 2010 года). Занимает площадь 16,28 км².
Коммуна подразделяется на 12 сельских округов.

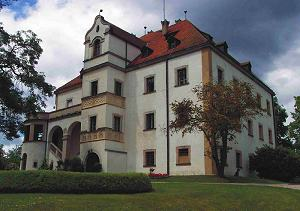
Замок